# Дискографија групе Плави оркестар
Плави оркестар је југословенска и босанскохерцеговачка група основана 1983. у Сарајеву. Објавили су седам студијских албума, 12 синглова и 7 компилација.
Ранији назив је био „Шевин оркестар“ који је оформљен 1981. Након упознавања са Младеном Павичићем, а потом и доласка Самира Ћерамиде, добија се постава Плавог оркестра која ће бити активна све до почетка ратова на простору СФРЈ. У том периоду су издали 4 албума (3 за Југотон и 1 за Дискотон). Од краја 90-их седиште групе је у Љубљани. Као нови члан бенда, придружио се Саша Залепугин, син истоименог водитеља ТВ Загреб (данас ХРТ). 2024. се поново појавио на сцени са наступом у Марибору, а исте године је објављено да се у бенд враћа Младен Павичић.
Током 2025. одржани су концерти у Арени Загреб за Дан заљубљених, као и у Љубљани.

## Албуми

### Студијски албуми
| Назив            | Детаљи                                                           |
| ---------------- | ---------------------------------------------------------------- |
| Солдатски бал    | - Датум издавања: 1985. - Издавач: Југотон - Формат: ЛП, АК, ЦД  |
| Смрт фашизму!    | - Датум издавања: 1986. - Издавач: Југотон - Формат: ЛП, АК, ЦД  |
| Сунце на прозору | - Датум издавања: 1989. - Издавач: Југотон - Формат: ЛП, АК, ЦД  |
| Симпатија        | - Датум издавања: 1991. - Издавач: Дискотон - Формат: ЛП, АК, ЦД |
| Longplay         | - Датум издавања: 1998. - Издавач: Nika Records - Формат: АК, ЦД |
| (Infinity)       | - Датум издавања: 1999. - Издавач: POP Records - Формат: АК, ЦД  |
| Седам            | - Датум издавања: 2012. - Издавач: Dallas Records - Формат: ЦД   |

### Компилације
| Назив                    | Детаљи                                                              |
| ------------------------ | ------------------------------------------------------------------- |
| Everblue 1 и 2           | - Датум издавања: 1996. - Издавач: Croatia Records - Формат: АК, ЦД |
| Everblue hitovi          | - Датум издавања: 2002. - Издавач: Taped Pictures - Формат: ЦД      |
| Aнтологија (19 хитова)   | - Датум издавања: 2005. - Издавач: City Records - Формат: ЦД        |
| Aнтологија               | - Датум издавања: 2005. - Издавач: City Records - Формат: ЦД        |
| The Ultimate Collection  | - Датум издавања: 2007. - Издавач: Croatia Records - Формат: ЦД     |
| Најљепше љубавне пјесме  | - Датум издавања: 2010. - Издавач: Croatia Records - Формат: ЦД     |
| Greatest Hits Collection | - Датум издавања: 2016. - Издавач: Croatia Records - Формат: ЦД     |

## Синглови
| Назив                                                                       | Детаљи                                                                            |
| --------------------------------------------------------------------------- | --------------------------------------------------------------------------------- |
| Кад ми кажеш паша/Good Bye Teens                                            | - Датум издавања: 1985. - Издавач: Југотон - Формат: СП - Албум: Солдатски бал    |
| Боље бити пијан него стар/Шта ће нама шоферима кућа                         | - Датум издавања: 1985. - Издавач: Југотон - Формат: СП - Албум: Солдатски бал    |
| Суада                                                                       | - Датум издавања: 1985. - Издавач: Југотон - Формат: СП - Албум: Солдатски бал    |
| (Медена цурице) дај ми вруће ракије                                         | - Датум издавања: 1985. - Издавач: Југотон - Формат: СП - Албум: Солдатски бал    |
| Сава тихо тече/Мангуп                                                       | - Датум издавања: 1986. - Издавач: Југотон - Формат: СП - Албум: Смрт фашизму!    |
| Јованка/Зелене су биле очи те                                               | - Датум издавања: 1986. - Издавач: Југотон - Формат: СП - Албум: Смрт фашизму!    |
| Фа-фа-фашиста немој бити ти (јербо ћу те ја драга убити)/У Јеврема слика та | - Датум издавања: 1986. - Издавач: Југотон - Формат: СП - Албум: Смрт фашизму!    |
| Устани, вољена сејо/То је шок                                               | - Датум издавања: 1986. - Издавач: Југотон - Формат: СП - Албум: Смрт фашизму!    |
| Ти си моја судбина/Не могу ти ништа осим срца дати                          | - Датум издавања: 1986. - Издавач: Југотон - Формат: СП - Албум: Сунце на прозору |
| Прољеће/Tell Me Why                                                         | - Датум издавања: 1986. - Издавач: Југотон - Формат: СП - Албум: Сунце на прозору |
| Ако су то само биле лажи                                                    | - Датум издавања: 1998. - Издавач: Nika Records - Формат: ЦД - Албум: Longplay    |
| Ти мислиш да је мени лако                                                   | - Датум издавања: 2012. - Издавач: Dallas Records - Формат: ЦД - Албум: Седам     |